# Браунштейн, Иоганн Фридрих
Иога́нн Фри́дрих Браунште́йн (нем. Johann Friedrich Braunstein, годы жизни неизвестны) — немецкий и русский архитектор на службе Петра I, представитель петровского барокко.

## Биография
Предполагается, что детство И. Ф. Браунштейна связано с Нюрнбергом; дата рождения неизвестна. Работал в Берлине помощником у Андреаса Шлютера, с которым и приехал в Петербург в 1714 году.
По смерти Шлютера завершал его постройки; в 1714—1716 годах отвечал за всё строительство в Петергофе. В 1716—1719 годах работал в Петергофе под руководством французского архитектора Ж.-Б.-А. Леблона. После смерти Леблона Браунштейн продолжил работы по его проектам, но в начале 1720-х годов вновь оказался на втором плане, позади итальянского архитектора Николо Микетти. Попытка Браунштейна в 1722 году отстранить Микетти провалилась.
Браунштейн оказал большое влияние на градостроение Кронштадта, где выстроил Итальянский дворец, а также работал в Ораниенбауме (Большой Меншиковский дворец), Стрельне, Царском Селе (Большой Екатерининский дворец).
В глазах современников успехи Браунштейна омрачались его интригами; уже в 1725 году он был удалён из Петергофа, в правление Петра II получил отставку в Канцелярии от строений, был уволен с российской службы 16 января 1728 года, а в феврале 1728 года уехал в Германию.

## Работы в России

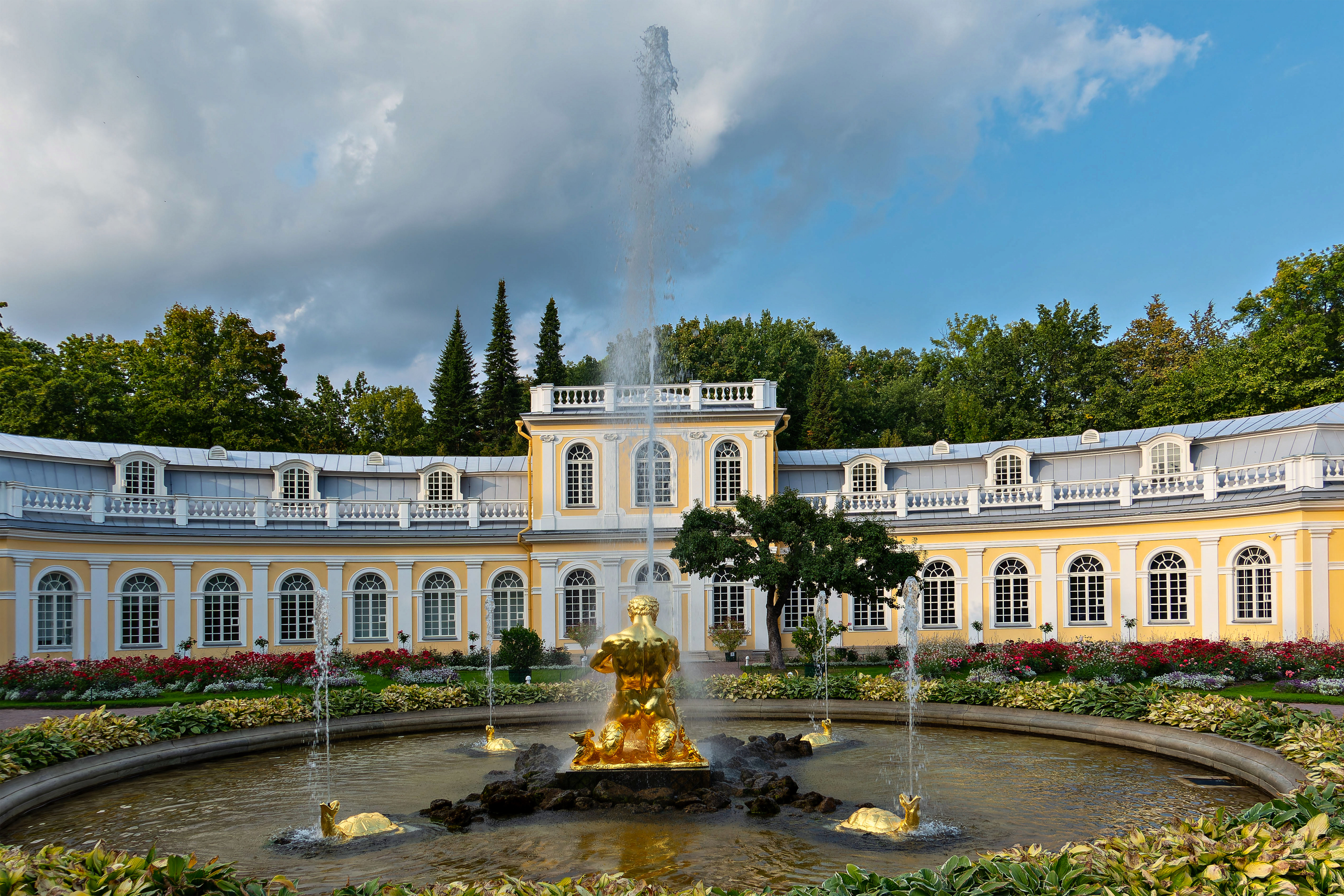
Большая оранжерея

- Участие в создании барельефов на фасадах Летнего дворца Петра I в Летнем саду (1714);
- Верхние палаты в Петергофе (небольшое здание, из которого развился Большой Петергофский дворец);
- Средняя часть Монплезира (павильон, где помещается парадный зал), главный строитель Монплезира (1714—1723);
- Планы Нижнего парка и Верхнего сада;
- Устройство Большого грота с каскадами, который развился в Большой каскад Петергофа;
- Начальное устройство впоследствии переделанных фонтанов «Пирамида», каскада Драконов («Шахматная гора») и Марлинского каскада («Золотая гора»);
- Большая оранжерея в Нижнем парке (1722—1725, совместно с М. Г. Земцовым);
- Дворец Марли (1720—1723);
- Павильон Эрмитаж (1721—1724);
- Сад Венеры и сад Бахуса с фонтанами-колоколами в западной части Нижнего парка Петергофа;
- Дворец Екатерины I в Саарской мызе (1717), легший в основу Большого Екатерининского дворца Царского Села.